# Accés aleatori
Accés aleatori (o accés directe) es refereix a una forma d'accés a una memòria, que d'acord amb diferents disciplines d'estudi té unes connotacions una mica diferents:
- En ciències de la computació, l'accés aleatori és l'habilitat per accedir a un element arbitrari d'una seqüència de dades en temps iguals.[3] L'oposat és l'accés seqüencial, on per accedir a un element remot es necessitarà més temps.

- En estructura de dades, l'accés aleatori té l'avantatge d'accedir a l'enèsim element d'una llista de nombres en un temps constant. L'accés aleatori és crític en alguns algorismes i cerca binària. Altres estructures de dades, com ara les llistes enllaçades, sacrifiquen l'accés aleatori per fer insercions, eliminacions i cerques més eficients.

- En electrònica, l'accés aleatori es refereix a la qualitat d'una memòria de presentar temps d'accés gairebé igual a qualsevol posició de memòria, sense importar en quin punt es trobi aquesta posició. Les memòries d'estat sòlid presenten aquesta qualitat, donat el seu grandària física i la naturalesa del seu funcionament. Aquest tipus de memòries permet que els programes tinguin bifurcacions i salts condicionals, que d'altra manera representarien pèrdua en la velocitat del sistema.